# Asfalt

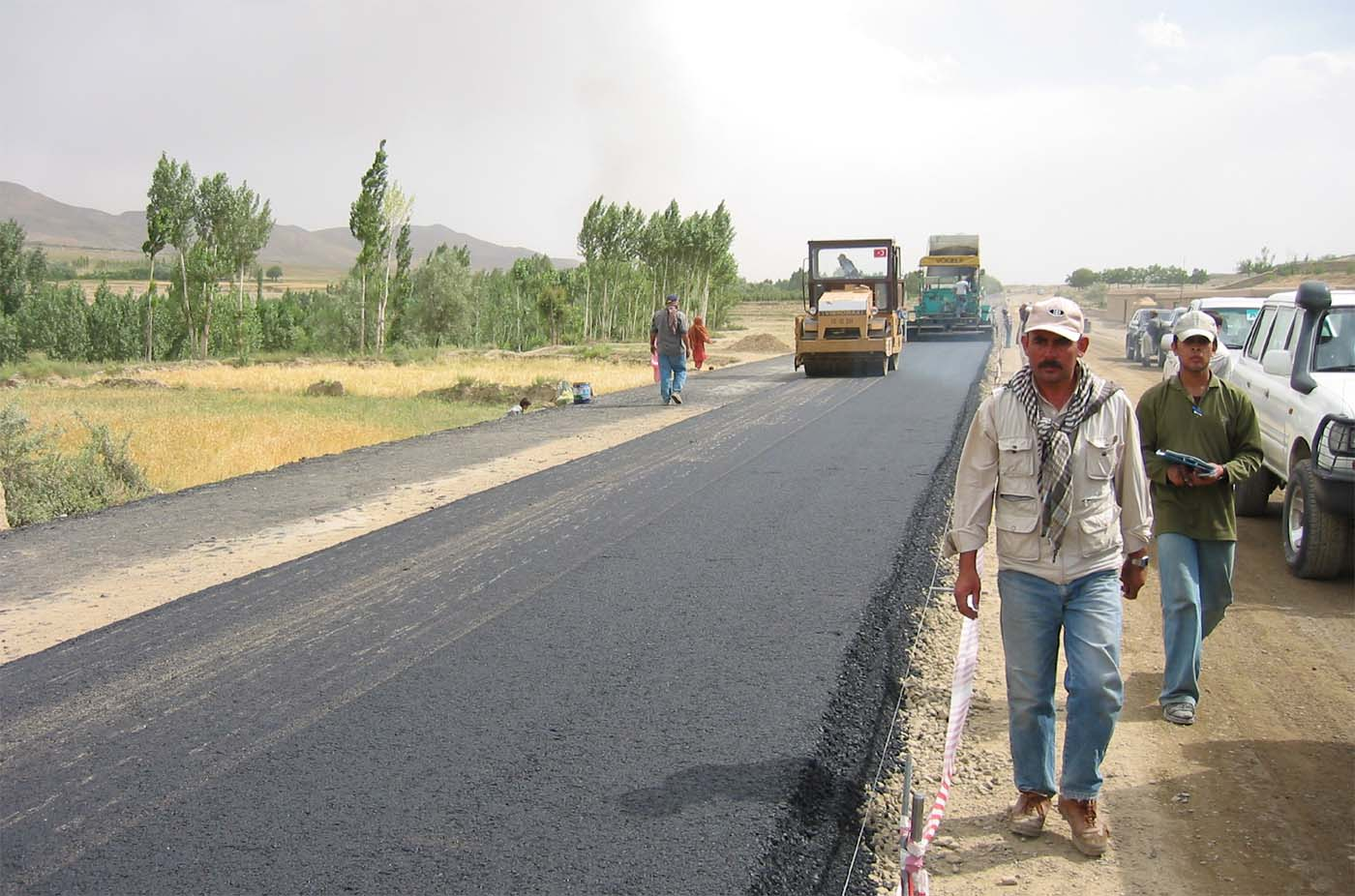
Aanleg van een asfaltwegdek

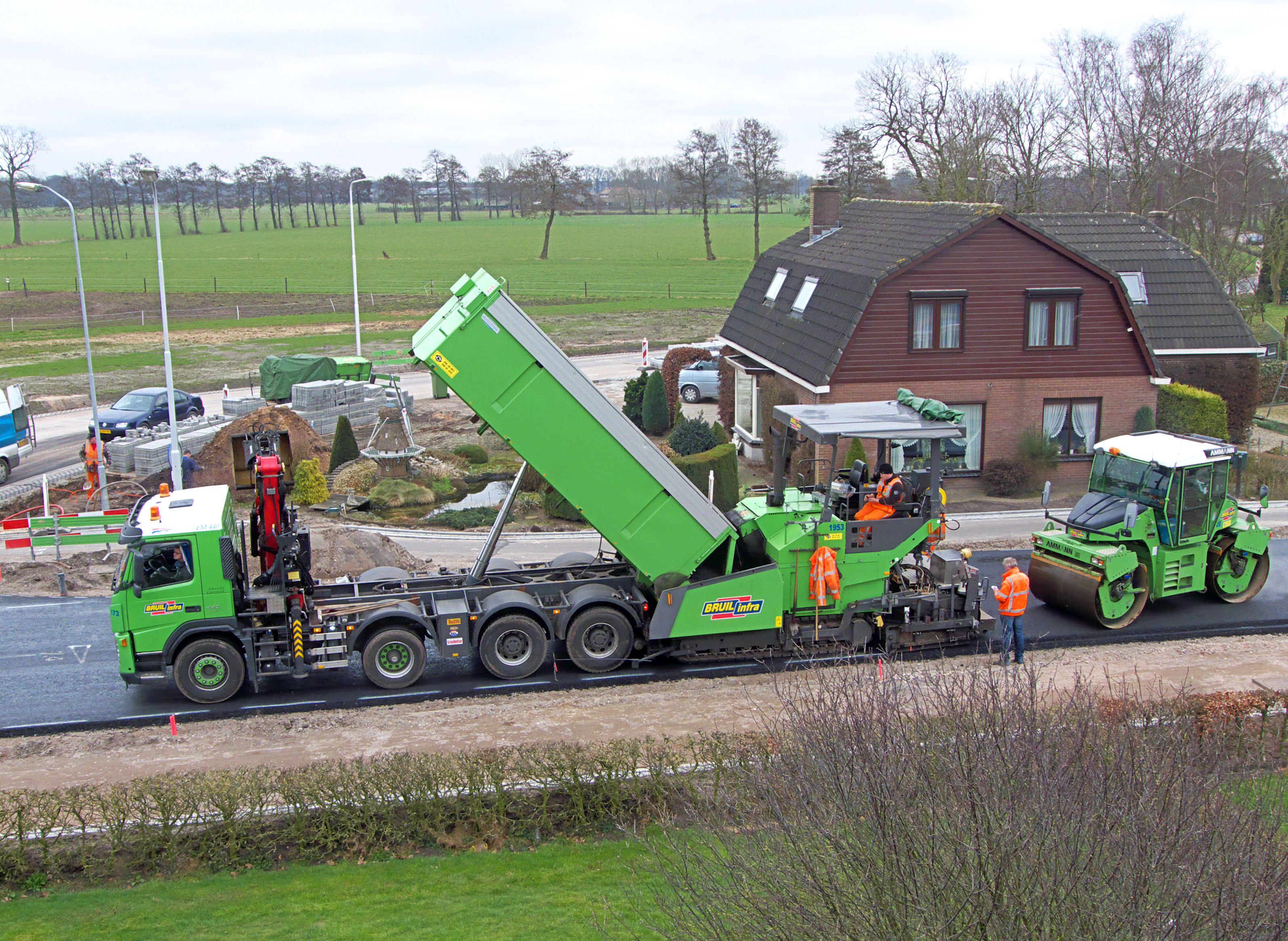
Asfaltering lokale straatweg

Asfalt is een materiaal dat wordt samengesteld uit mineraal aggregaat en bitumen. Van nature komt asfalt voor in asfaltmeren (zoals Pitch Lake of Pekmeer in het zuidwesten van het eiland Trinidad waar vanuit de ondergrond pek naar de oppervlakte sijpelt) en steenasfalt. Dit laatste is een mengsel van zand, leem en asfalt. Het wordt onder andere toegepast in weg- en waterbouw als wegverhardingsmateriaal.

## Geschiedenis
Asfalt wordt al lang gebruikt. De Mesopotamiërs maakten er baden waterdicht mee, de Feniciërs hun schepen, en de Egyptenaren legden asfaltblokken langs de Nijl om erosie te voorkomen. In 625 v.Chr. vinden we het eerste beschreven gebruik van asfalt als wegdek in Babylon. Ook de Grieken waren bekend met asfalt en de Romeinen gebruikten het als afdichtmateriaal, zowel voor hun baden en waterreservoirs als voor hun aquaducten.
Vanaf de 20e eeuw wordt asfalt vooral gebruikt in asfaltbeton, dat als wegdek moet dienen. In 1870 ontwikkelde de Belgische chemicus Edward J. de Smedt het moderne asfaltbeton. De Smedt was geëmigreerd naar de Verenigde Staten en werkte aan Columbia University in New York. De eerste moderne asfaltweg kwam te liggen in Newark (New Jersey).
In 1900 patenteerde Frederick J. Warren een nieuw soort asfalt, dat hij 'bitulithisch' noemde, gemaakt van bitumen en minerale aggregaten. Sindsdien zijn er nog vele vernieuwingen op asfaltgebied geweest. Recentere ontwikkelingen zijn het toepassen van poreus asfalt Zeer Open Asfaltbeton (ZOAB), de ontwikkeling van dunne, geluidsarme deklagen en bio-asfalt, waarbij het verbindende bitumen vervangen wordt door de natuurlijke lijmstof lignine.
In 1914 werden in Nederland de eerste bitumineuze
wegconstructies aangelegd en in 1923 volgde in Amsterdam de eerste gewalste asfaltweg.

## Samenstelling van asfalt
Een asfaltmengsel kan qua samenstelling worden onderverdeeld in twee delen:
- mineraal aggregaat
- bindmiddelen

Het mineraal aggregaat kan weer worden onderverdeeld in de steen-, zand- en vulstoffractie. Kenmerkend voor asfalt is dat als bindmiddel bitumen (een product uit de aardolie-industrie) wordt gebruikt, maar er wordt ook onderzoek gedaan naar duurzamere biologische bindmiddelen zoals lignine.

### Mineraalskelet
De grotere delen uit het mineraal aggregaat vormen samen het mineraalskelet; deze verzorgt het dragend vermogen van het asfaltmengsel. Afhankelijk van het soort asfalt wordt het mineraalskelet opgebouwd uit steenslag of grind, eventueel aangevuld met zand.
De poriën in het mineraalskelet kunnen worden opgevuld met vulstoffen en bindmiddelen. De bindmiddelen (bitumen) zorgen samen met de vulstoffen voor de samenhang van het mengsel. De vulling wordt verzorgd door bitumen en vulstof (bijvoorbeeld vliegas of kalksteenmeel), eventueel aangevuld met zand. Een vulling zonder zand heet ook wel mortel, terwijl een vulling met zand wordt aangeduid als mastiek.

### Bitumen
Hoewel bitumen qua massapercentage het minst belangrijke ingrediënt is van een asfaltmengsel, is juist het gebruik van bitumen kenmerkend in vergelijking met bijvoorbeeld beton, dat geen bitumen maar cement als bindmiddel bevat. Bitumen is een viskeuze vloeistof die van nature voorkomt in ruwe aardolie. Na fractionele destillatie kan het gescheiden worden van andere bestanddelen van de aardolie zoals nafta, benzine en diesel, waarna bitumen als zwaarste bestanddeel achterblijft.
Bitumen heeft de bijzondere eigenschappen dat het goed hecht en bij verwarmen dun vloeibaar is. Het is een viskeus materiaal, waarvan de vervormbaarheid sterk afhangt van zowel het type bitumen, de temperatuur als de belastingstijd. Bij hogere temperaturen is het dun vloeibaar. Bij een korte belastingstijd gedraagt het zich elastisch, maar bij langdurige belasting plastisch (viskeus). Als het asfalt warm is kan het gemakkelijk in een vlakke stevige laag worden aangebracht. Na verdichting (door een wals) en afkoeling is het hard en zeer draagkrachtig.
In het verleden werd in plaats van bitumen ook wel teer gebruikt als bindmiddel. Teer is een kunstmatig product dat verkregen wordt via 'destructieve distillatie' van steenkool. Vanwege het hoge gehalte aan polycyclische aromatische koolwaterstoffen (PAK's) mag teer echter sinds 1990 in Europa niet meer worden toegepast in de wegenbouw. Oude asfaltlagen kunnen echter nog teer bevatten, hetgeen extra voorzorgsmaatregelen vergt bij de verwijdering van oude asfaltlagen in verband met de gezondheid van de werknemers. Bovendien mocht in Nederland teerhoudend asfaltgranulaat als recyclingsproduct tot 2001 nog worden toegepast in onderlagen. Sinds 2001 streeft de Nederlandse overheid echter tot volledige verwijdering van teer uit de asfaltketen. Enkel op vliegvelden wordt teer nog gebruikt, omdat teer wel tegen kerosine kan, en bitumen niet.

## Productie van asfalt
Asfalt wordt geproduceerd in een asfaltcentrale door minerale aggregaten (zand, grind en steenslag) en optioneel oud (gerecycleerd) asfaltgranulaat te mengen met bitumen en vulstoffen. Bitumen is het bindmiddel dat zorgt dat alle grondstoffen bij elkaar worden gehouden.
Om de verwerkbaarheid en de hechtingseigenschappen van het bitumen te verhogen wordt het verwarmd toegevoegd in een menger. Ook de minerale aggregaten worden gedroogd en verwarmd om een mengtemperatuur tussen de 150 en 190 °C te waarborgen.
De mineralen worden in de juiste verhoudingen voorgedoseerd, verwarmd en uitgezeefd in diverse korrelgroottefracties. Het bitumen wordt in geïsoleerde en verwarmde bitumentanks op temperatuur gehouden. De verwarmde mineralen, de verwarmde bitumen en de koude vulstoffen worden afzonderlijk afgewogen en gemengd. In veel gevallen wordt ook gerecycleerde asfalt (oud asfaltgranulaat) aan het mengsel toegevoegd (percentages van 50 tot 70 % zijn geen uitzondering). Dit asfaltgranulaat wordt apart opgewarmd tot ca. 120 °C.
Het warme asfalt wordt opgeslagen in voorraadsilo's zodat het geladen kan worden in geïsoleerde vrachtauto's die het naar het wegenbouwproject brengen.

## Toepassingen en eigenschappen
Asfalt bestaat uit mineraalaggregaat (zand en grind) en een bindmiddel, de bitumen. Voor verschillende toepassingen zijn verschillende mengsels mogelijk. Er wordt bij wegtoepassingen onderscheid gemaakt tussen onder-, tussen- en toplagen. De onderlagen verzorgen de krachtoverdracht op de ondergrond. De toplaag heeft als belangrijkste functie het leveren van de juiste rij-eigenschappen, zoals vlakheid, stroefheid, zichtbaarheid en waterafvoer.
Asfalt wordt verwerkt bij een temperatuur van gemiddeld 150 °C, al bestaan er nu ook mengsels die bij een lagere temperatuur (70 - 100°) verwerkt kunnen worden. Dit kost beduidend minder energie, en het wegdek is na aanleg sneller afgekoeld en dus weer geschikt voor gebruik door het verkeer.
Een andere toepassing van asfalt is als waterdichte afdekking voor daken en in de waterbouw. Een duurzame waterdichtheid is een belangrijke eigenschap van asfalt voor dergelijke toepassingen. Dergelijk asfalt kenmerkt zich door een hoog percentage bindmiddel (mastiek).

## Duurzaamheid
De grondstoffen van asfalt, steen en bitumen, veranderen niet tijdens de productie en het gebruik. Daarom is het volledig herbruikbaar. Het hoeft slechts op de productietemperatuur te worden gebracht. Bitumen wordt bij die temperatuur weer dun vloeibaar waardoor het opnieuw is te produceren. De samenstelling en eigenschappen zijn te veranderen door toevoegen van nieuwe grondstoffen. Asfalt is het enige product dat voor honderd procent wordt herbruikt.
Bij bio-asfalt, ontwikkeld door Wageningen University & Research, wordt bitumen vervangen door de natuurlijke lijmstof lignine, een reststroom van de papierindustrie. In 2015 werd de eerste proefstrook in Nederland aangelegd, waarna diverse wegen volgden. Bio-asfalt kan met reguliere asfalteermachines gelegd worden. Uit testen blijkt dat de proeftrajecten voldoen aan alle eisen. Het gebruik van lignine leidt tot een forse reductie van de CO2-uitstoot, omdat dit broeikasgas voor langere tijd in de weg wordt opgeslagen. Lignine kan ook gemengd worden met bitumen. Als de helft van bitumen door lignine wordt vervangen, wordt al een reductie van 35-70% CO2-uitstoot gerealiseerd. Een ander groot voordeel is dat lignine op veel lagere temperaturen wordt geproduceerd, waardoor er minder energie nodig is voor de productie. Bovendien is lignine ruim voorradig, terwijl de beschikbaarheid en kwaliteit van bitumen meer en meer onder druk komt te staan.

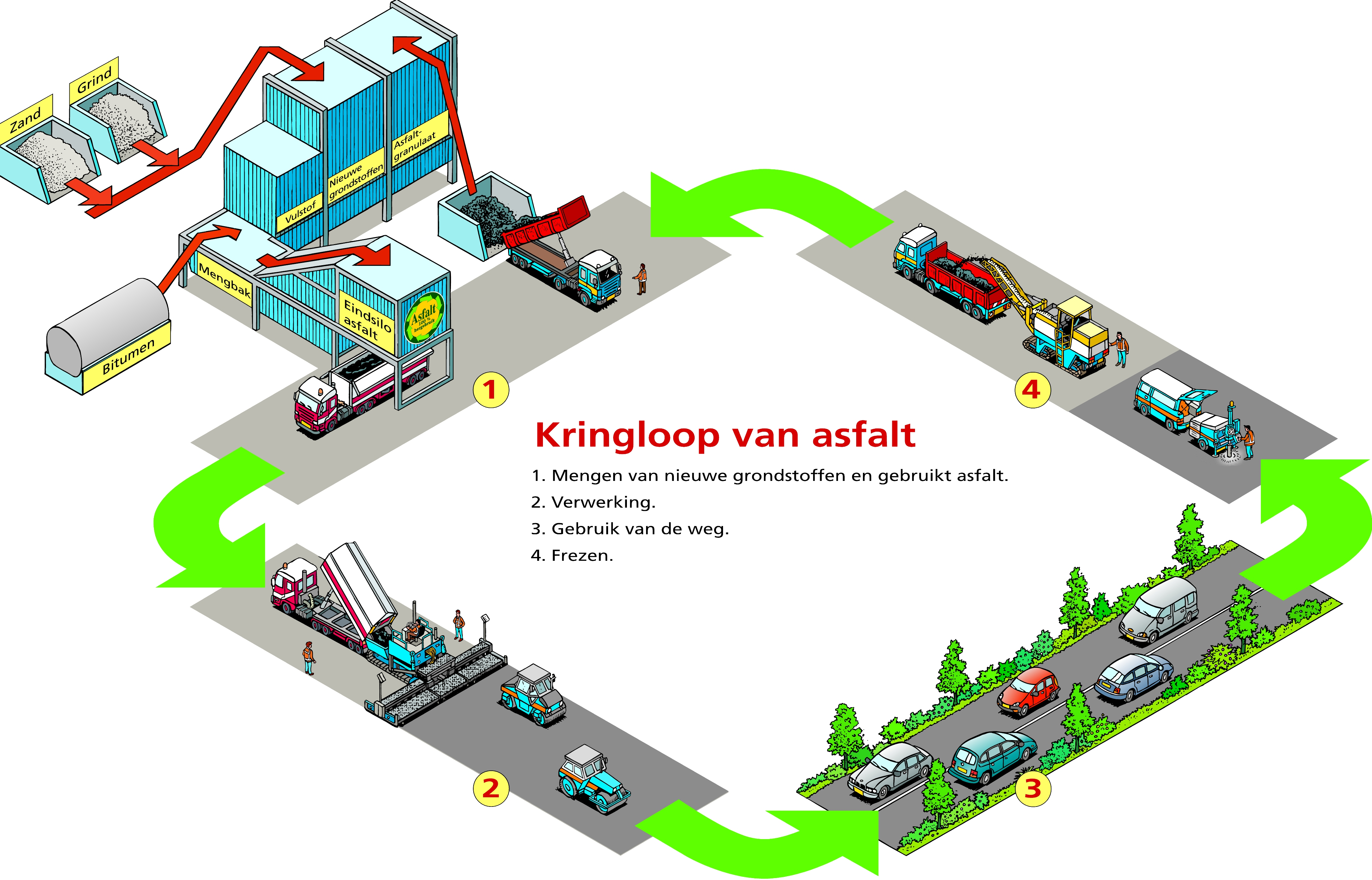
Kringloop van asfalt

## Soorten asfalt
Door te variëren in de samenstelling van het asfalt, bijvoorbeeld de gradering (korrelgrootteverdeling) van het mineraal aggregaat, kunnen verschillende soorten asfalt worden geproduceerd.
Op basis van de verhouding tussen het mineraalskelet, vulling en eventuele porositeit is een driedeling in soorten asfaltmengsels mogelijk:
- ondervulde mengsels
- gevulde mengsels
- overvulde mengsels

In een ondervuld mengsel is de holle ruimte in het mineraalskelet niet volledig gevuld, waardoor de poriën met elkaar in verbinding staan. Belangrijkste voordeel hiervan is de verbeterde afvoer van regenwater.
Bij een gevuld mengsel vormt het grove mineraal aggregaat nog juist een skelet, waarbij de holle ruimte van het skelet grotendeels gevuld is met mortel of mastiek. De poriën in dit type asfalt staan niet met elkaar in open verbinding. Een voordeel van gevulde poriën is dat de grovere bestanddelen van het mengsel beter aan elkaar hechten, waardoor de levensduur langer wordt.
In een overvuld mengsel is ten slotte zoveel mortel of mastiek aanwezig, dat er geen sprake meer is van een mineraalskelet. Het zand en steen 'drijft' als het ware in het vulmateriaal. In dit geval dient de mortel of het mastiek voldoende dragend vermogen te bezitten.

### Europese classificatie van asfaltmengsels
Tot voor kort kende ieder land in Europa een eigen categorisering van asfalt. In 2007 zijn echter nieuwe Europese normen voor asfalt geïmplementeerd, waardoor nu in heel Europa dezelfde typen categorieën asfaltmengsels worden onderscheiden (met tussen haakjes de Engelstalige benaming):
- Asfaltbeton (asphalt concrete)
- Asfaltmengsels voor dunne lagen (asphalt concrete for very thin layers)
- Warmgewalst asfalt (hot rolled asphalt)
- Zacht asfalt (soft asphalt)
- Steenmastiekasfalt (split mastic asphalt)
- Gietasfalt (mastic asphalt)
- Zeer Open Asfaltbeton (porous asphalt)

Van de hierboven beschreven categorieën wordt in Nederland en België zacht asfalt en warmgewalst asfalt niet of nauwelijks toegepast. Warmgewalst asfalt wordt vooral toegepast in Groot-Brittannië, terwijl zacht asfalt vooral in de Scandinavische landen wordt toegepast.
Van de hierboven beschreven mengsels zijn gietasfalt, een overvuld mengsel, en ZOAB, een ondervuld mengsel, te typeren als extremen. De twee belangrijkste hoofdsoorten gevulde mengsels zijn (gewoon) asfaltbeton (met mortelvulling) en steenmastiekasfalt (met mastiekvulling).

### Traditionele en nieuwe asfalttypen in de Nederlandse wegenbouw
In Nederland wordt op basis van de oude categorisering binnen de continu gegradeerde asfaltmengsels onderscheid gemaakt tussen grindasfaltbeton, steenslagasfaltbeton, open en dicht asfaltbeton. In de Europese classificatie zijn dit allemaal varianten binnen de categorie asfaltbeton. Hieronder staan een aantal voorbeelden van asfalttypen, met enkele eigenschappen, waarbij nog de oude, in Nederland gebruikelijke, benamingen zijn aangehouden:
| Naam                                           | Kenmerken | Levensduur                      |
| ---------------------------------------------- | --- | ------------------------------- |
| Dicht Asfaltbeton (DAB)                        | Traditionele en meest toegepaste deklaag. Dient als referentie onder andere voor het geluidsniveau van andere deklagen | levensduur gemiddeld 12 jaar    |
| Open Asfaltbeton (OAB)                         | Een mengsel dat als tussenlaag gebruikt wordt en gevoelig is voor spoorvorming. | levensduur gemiddeld 10-15 jaar |
| Zeer Open Asfaltbeton (ZOAB)                   | Voorziet meer dan 80 % van het autosnelwegennet. Voorkomt door de open structuur (waterdoorlatend) plasvorming. Spat- en stuifwater worden daardoor voorkomen waarmee het zicht voor de weggebruiker goed blijft. De geluidreductie (ten opzichte van dicht asfaltbeton) verhoogde de toepassing en stimuleerde de ontwikkeling van geluidarme wegdekken. Zoab is wel duurder dan dicht asfaltbeton en moet eerder worden vervangen. | 5-10 jaar, gemiddeld 7 jaar     |
| Warm Mix Asfalt (WMA, Lage Temperatuur Asfalt) | Asfalt geproduceerd bij een temperatuur tussen de 110 en 140°C. De eigenschappen van WMA zijn gelijk aan die van normaal asfalt. Er worden meerdere principes gehanteerd, waarvan de bekendste zijn: schuimbitumentechnologie, chemische additieven (bijvoorbeeld oppervlaktespanningsverlagers), harsen en wassen en viscositeitsverlagers. Diverse van deze technieken zijn opgenomen in de richtlijn WMA van het CROW. Met Warm-mix asfalt wordt productie en verwerking bij lagere temperaturen mogelijk, zonder dat kwaliteitsverlies optreedt. Grote voordeel van deze technologie is de verminderde hoeveelheid brandstof bij de productie, waardoor de CO2-uitstoot met ca. 15-30% afneemt ten opzichte van regulier (heetgeproduceerd) asfalt. Enkele veelgebruikte technieken zijn: - Evotherm DAT-7, Evotherm WM-30 - oppervlaktespanningsverlager - LEAB (Laag Energie Asfalt Beton) - schuimbitumen - Lynpave - viscositeitsverlager |                                 |
| Fluisterasfalt (tweelaags zoab)                | Nog betere geluiddemping dan zoab (met 5 à 6 dB(A)) ook bij lagere snelheden (50 km/uur). Echter: vanwege de lage weerstand tegen wringend verkeer is tweelaags ZOAB niet geschikt voor wegen binnen de bebouwde kom | levensduur gemiddeld 7 jaar     |
| Asfalt met een dunne deklaag                   | Dunne, met bovenlaag van tweelaags zoab te vergelijken deklaag. Relatief goedkoop vanwege gering materiaal per oppervlak waardoor er specifieke eigenschappen mogelijk worden (kleur, geluidreductie) | levensduur gemiddeld 8 jaar     |
| Steenmastiekasfalt (SMA)                       | Geeft geen spoorvorming en enige geluidsreductie bij het toepassen van een fijne gradering van 0/5. Zeer geschikt voor toepassing binnen de bebouwde kom. | gemiddeld 15 jaar               |
| Mastiek                                        | Dunne laag asfalt, vermengd met fijn grind net als dakbedekking |                                 |
| Rollpave                                       | Een (nog experimentele) nieuwe vorm op- en afrolbaar asfalt dat geprefabriceerd op rollen wordt aangevoerd |                                 |

De uiteindelijke levensduur is afhankelijk van onder andere gebruiksintensiteit en klimatologische omstandigheden.
Asfalt is tegenwoordig in bijna alle kleuren van de regenboog verkrijgbaar, zo kennen we rood asfalt voor fietspaden, groen voor een speelveld, en er zijn nog meer toepassingen te bedenken voor gekleurd asfalt

## Funderingen voor asfaltverhardingen
Afhankelijk van de bestaande ondergrond, belasting en intensiteit wordt er een fundering gedimensioneerd. Veelal wordt er gekozen voor menggranulaat, zand, gebroken asfalt fundering en (hoogoven)slakken.
In grote lijnen zijn de soorten funderingen geschikt voor asfaltmengsels onder te verdelen in:

### Verhardingslagen van steenmengsels
Vaak worden natuurlijke steenmengsels gebruikt in verhardingslagen. Als die, zoals in Nederland, niet voorhanden zijn worden andere materialen, met name bouw- en slooppuin bewerkt en toegepast. Daarnaast zijn er enkele andere secundaire materialen die geschikt zijn. Steenmengsels die in wegfunderingen verwerkt kunnen worden: 
- Menggranulaat; een mengsel van gebroken betonpuin en gebroken metselwerkpuin
- Betongranulaat; gebroken betonpuin
- Hydraulisch menggranulaat en hydraulisch betongranulaat; een mengsel van gebroken betonpuin en/of gebroken metselwerkpuin waaraan een stabilisator is toegevoegd
- Hoogovenslakmengsel: een mengsel van gebroken hoogovenslak, gegranuleerde hoogovenslak en eventueel LD-staalslak
- Fosforslakmengsel: een mengsel van gebroken fosforslakmengsel, gegranuleerde hoogovenslak en eventueel LD-staalslak
- LD-staalslak; een mengsel van gebroken LD-staalslak en gegranuleerde hoogovenslak.

### Gebonden funderingen
Een met cement of bitumen (bijvoorbeeld schuimbitumen) gemengde laag korrelvormig materiaal. Hieronder vallen de onderstaande funderingen:
- gebonden asfaltgranulaat
- zandcement
- bitumineus gebonden (asfalt)granulaat

## Trivia
- In het Engels heet asfaltbeton behalve asphalt ook wel tarmac. Dit is een afkorting van tarmacadam, een samenstelling van tar (teer) en macadam (de naam van een proces voor wegbedekking uitgevonden door de Schot John McAdam). In modern asfalt zit echter geen teer, en het wordt ook niet bereid volgens het macadamproces. De naam is ontstaan doordat wegenbouwers aan het begin van de 19e eeuw op het idee kwamen om steenwegen met een laag teer te bedekken, om stofvorming en onderhoud te verminderen.

## Fotogalerij

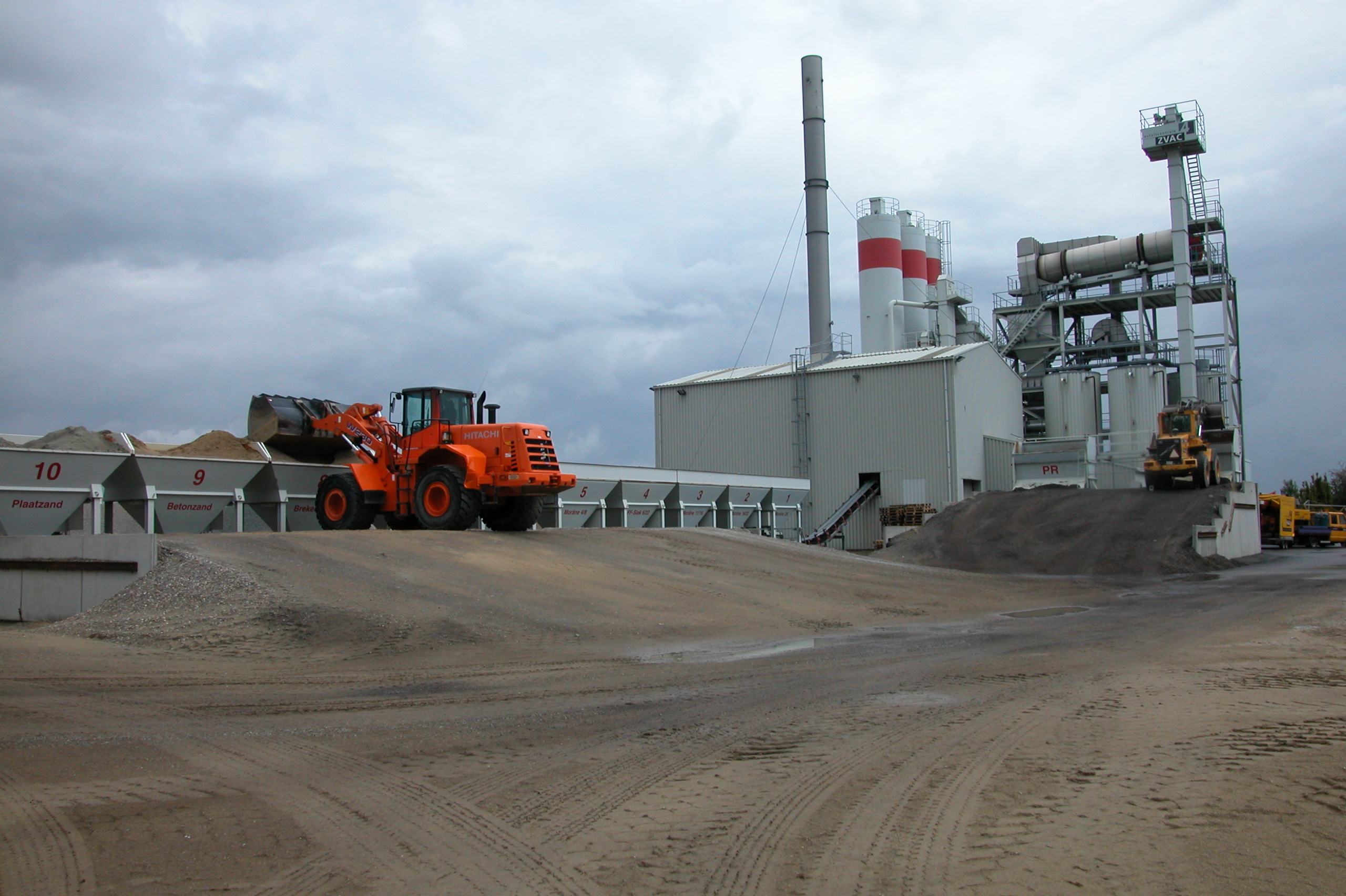
Asfaltinstallatie
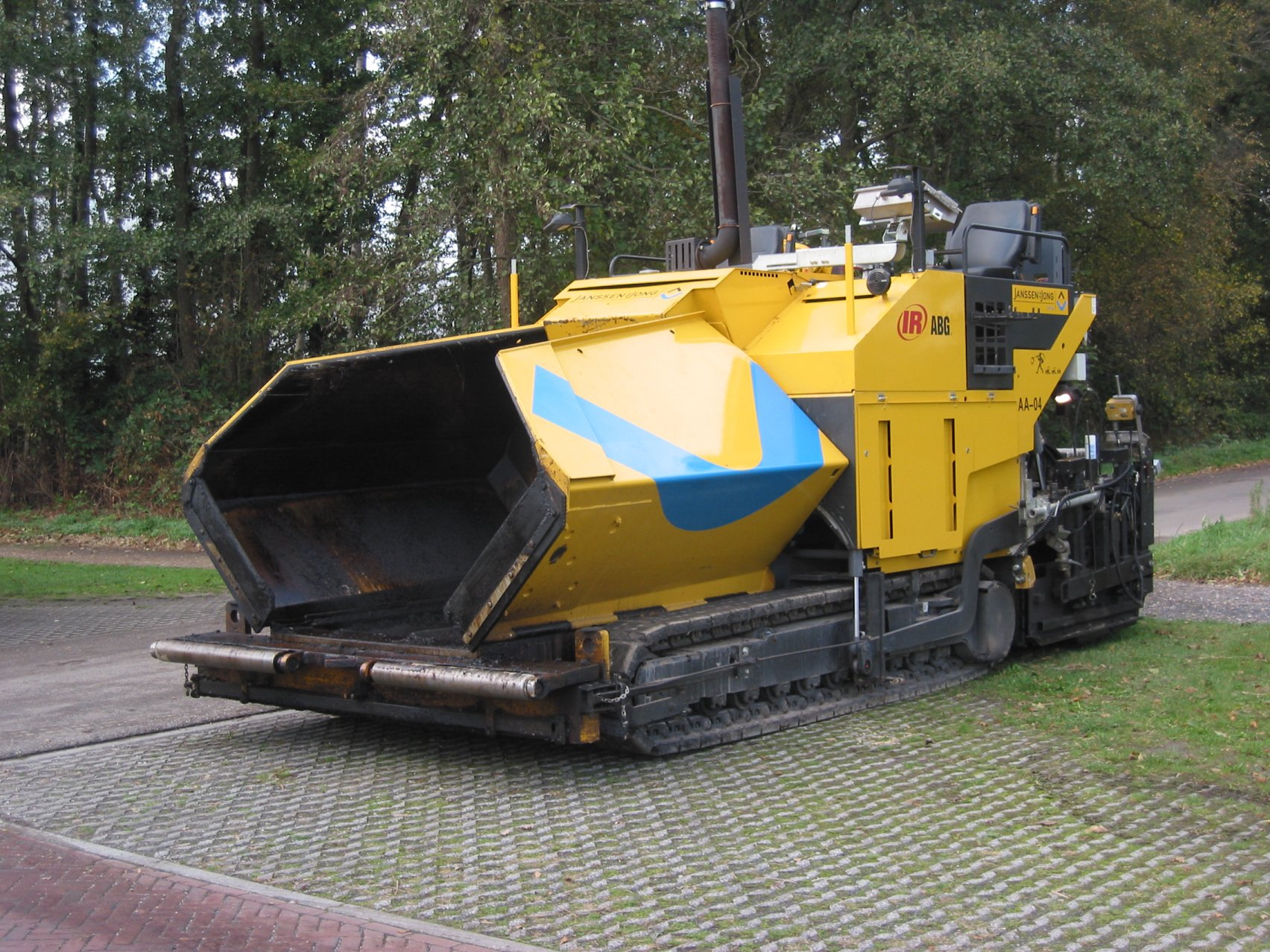
asfaltspreider
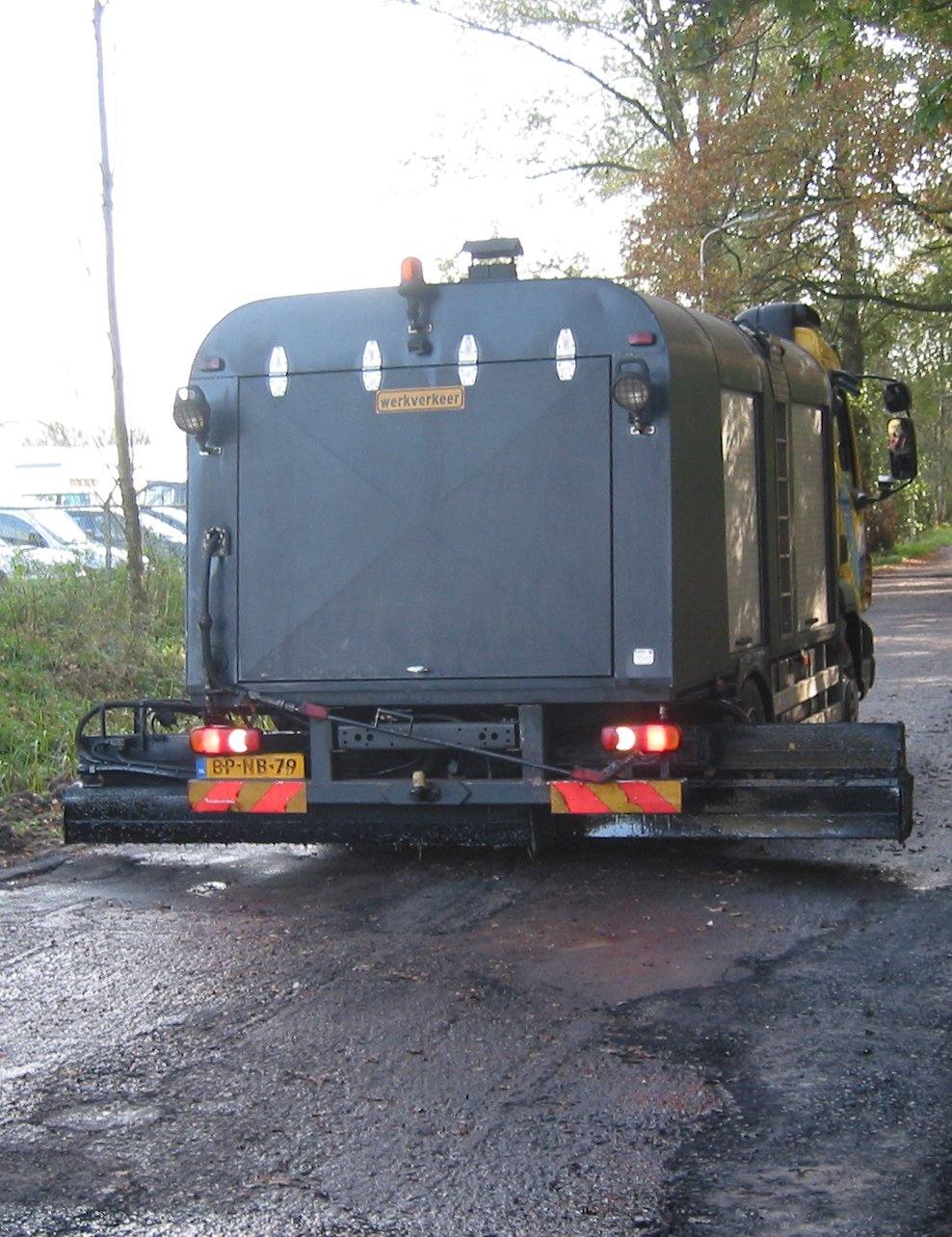
Kleefwagen
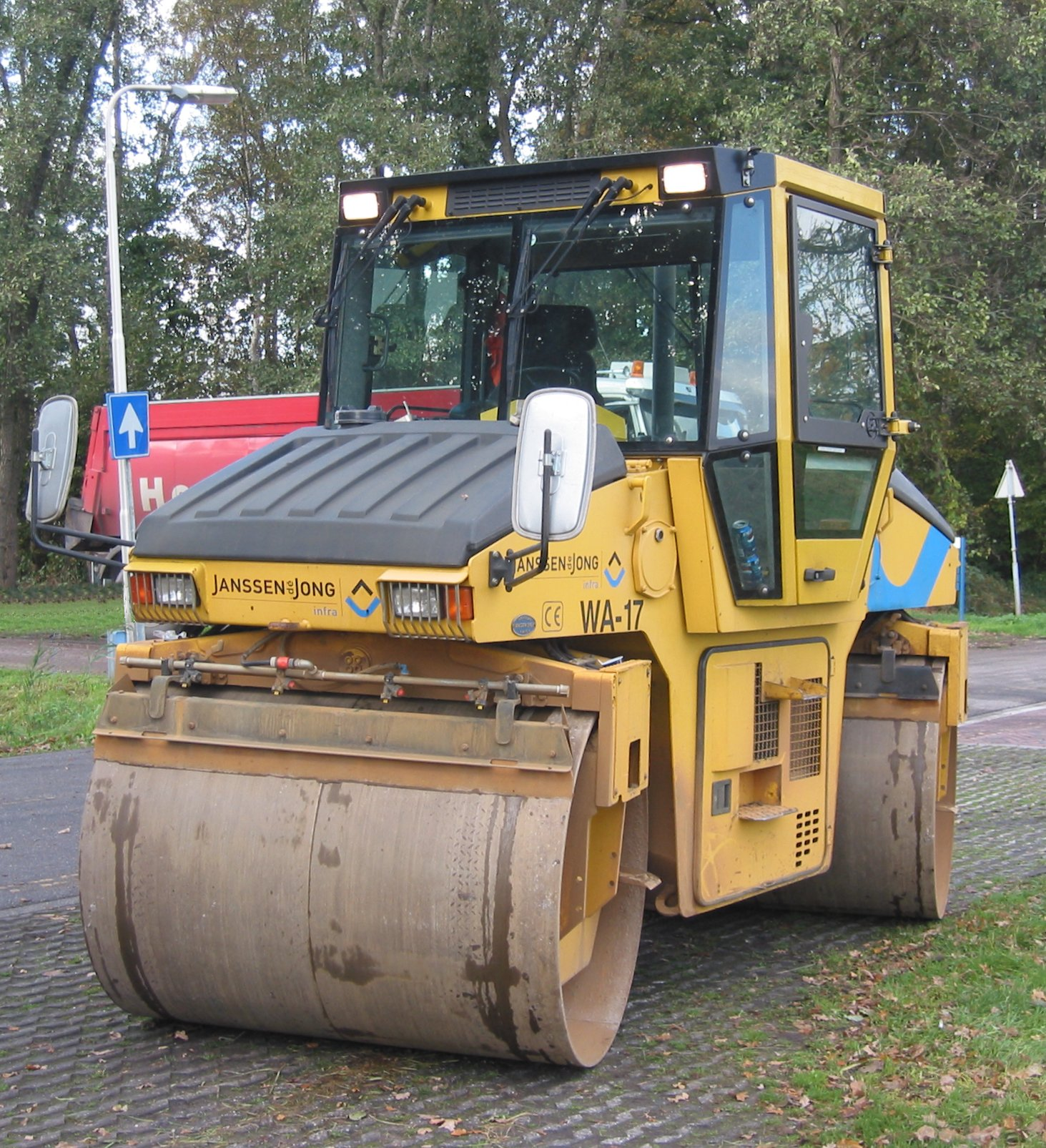
dynamische tandemwals
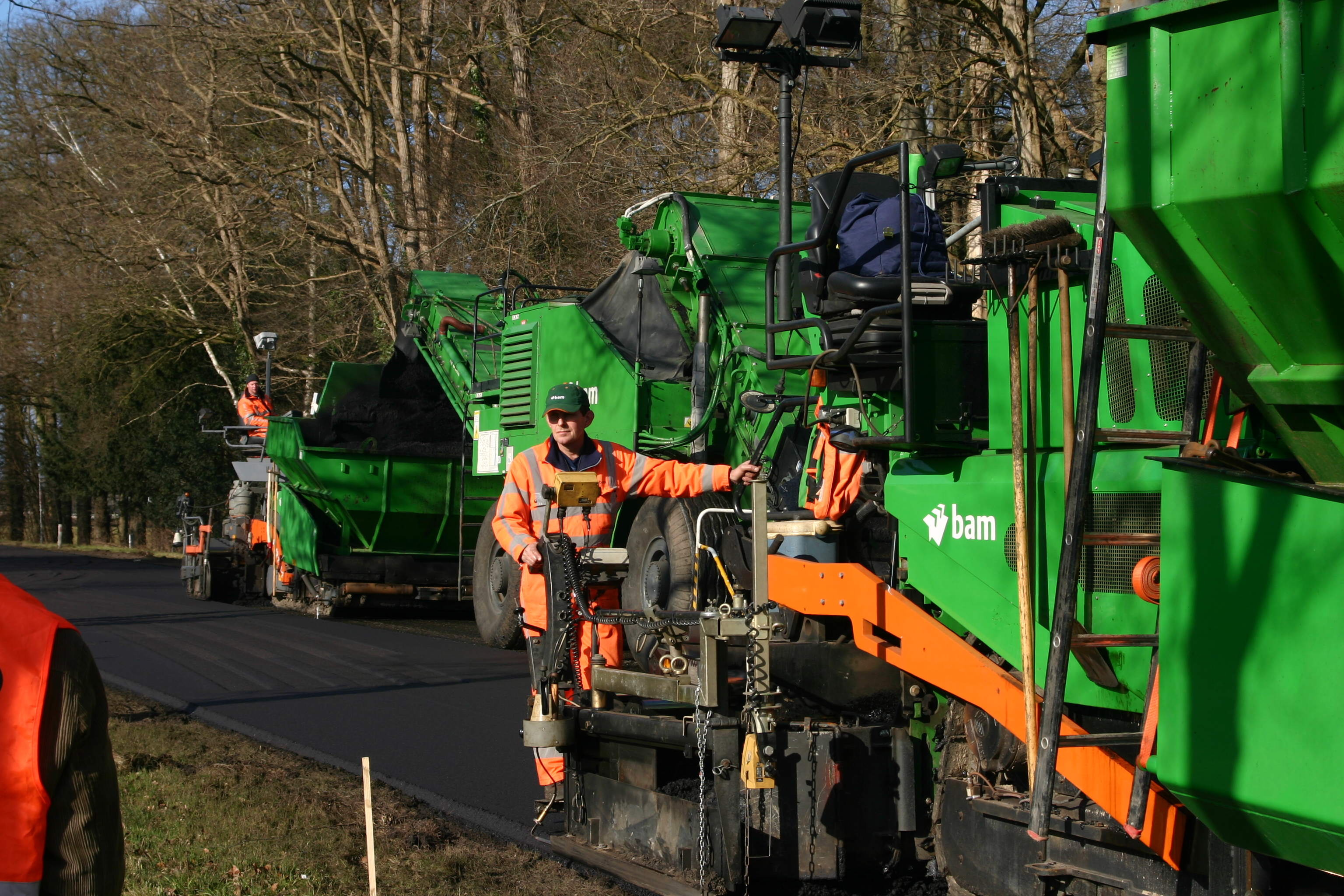
Asfalteren van een N-weg
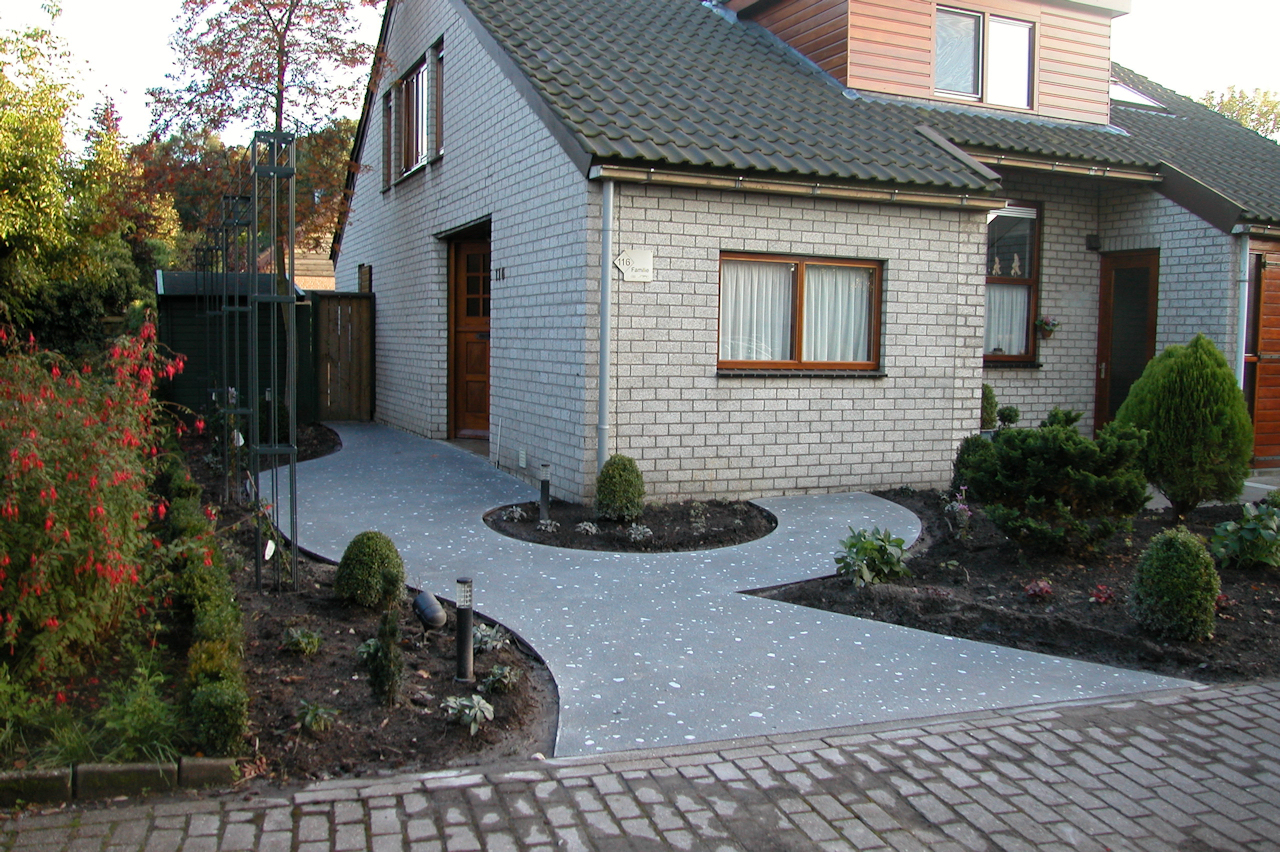
Gepolijst asfalt in de voortuin